# Lino Pizzoferrato
Lino Pizzoferrato (Pescina, 17 luglio 1936 – Pescina, 2 febbraio 2024) è stato un ciclista su strada italiano, professionista dal 1955.

## Biografia
L'unico successo che colse in carriera fu la vittoria alla Coppa Agostoni 1955. Anche il fratello Orfeo e il nipote Claudio furono corridori professionisti.

## Palmarès
- 1954 (dilettanti)

Targa Crocifisso
- 1955 (individuale, una vittoria)

Coppa Agostoni